# Eiji Hanayama
Eiji Hanayama (Tochigi, 21 augustus 1977) is een voormalig Japans voetballer.

## Carrière
Eiji Hanayama speelde tussen 1996 en 2005 voor Urawa Reds, Gamba Osaka, Vegalta Sendai en Tochigi SC.

## Statistieken
| Japan   | Japan          | Japan           | League | League | Emperor's Cup | Emperor's Cup | J-League Cup | J-League Cup | Totaal | Totaal |
| Seizoen | Club           | League          | Wed.   | Goals  | Wed.          | Goals         | Wed.         | Goals        | Wed.   | Goals  |
| ------- | -------------- | --------------- | ------ | ------ | ------------- | ------------- | ------------ | ------------ | ------ | ------ |
| 1996    | Urawa Reds     | J. League 1     | 0      | 0      | 0             | 0             | 0            | 0            | 0      | 0      |
| 1997    | Urawa Reds     | J. League 1     | 0      | 0      | 0             | 0             | 0            | 0            | 0      | 0      |
| 1998    | Gamba Osaka    | J. League 1     | 1      | 0      |               |               |              |              | 1      | 0      |
| 1999    | Vegalta Sendai | J. League 2     | 13     | 1      | 0             | 0             | 1            | 0            | 14     | 1      |
| 2003    | Tochigi SC     | Football League | 9      | 0      |               |               | -            | -            | 9      | 0      |
| 2004    | Tochigi SC     | Football League | 0      | 0      |               |               | -            | -            | 0      | 0      |
| 2005    | Tochigi SC     | Football League | 0      | 0      |               |               | -            | -            | 0      | 0      |
| Totaal  | Totaal         | Totaal          | 23     | 1      | 0             | 0             | 1            | 0            | 24     | 1      |